# المسيحية في موناكو

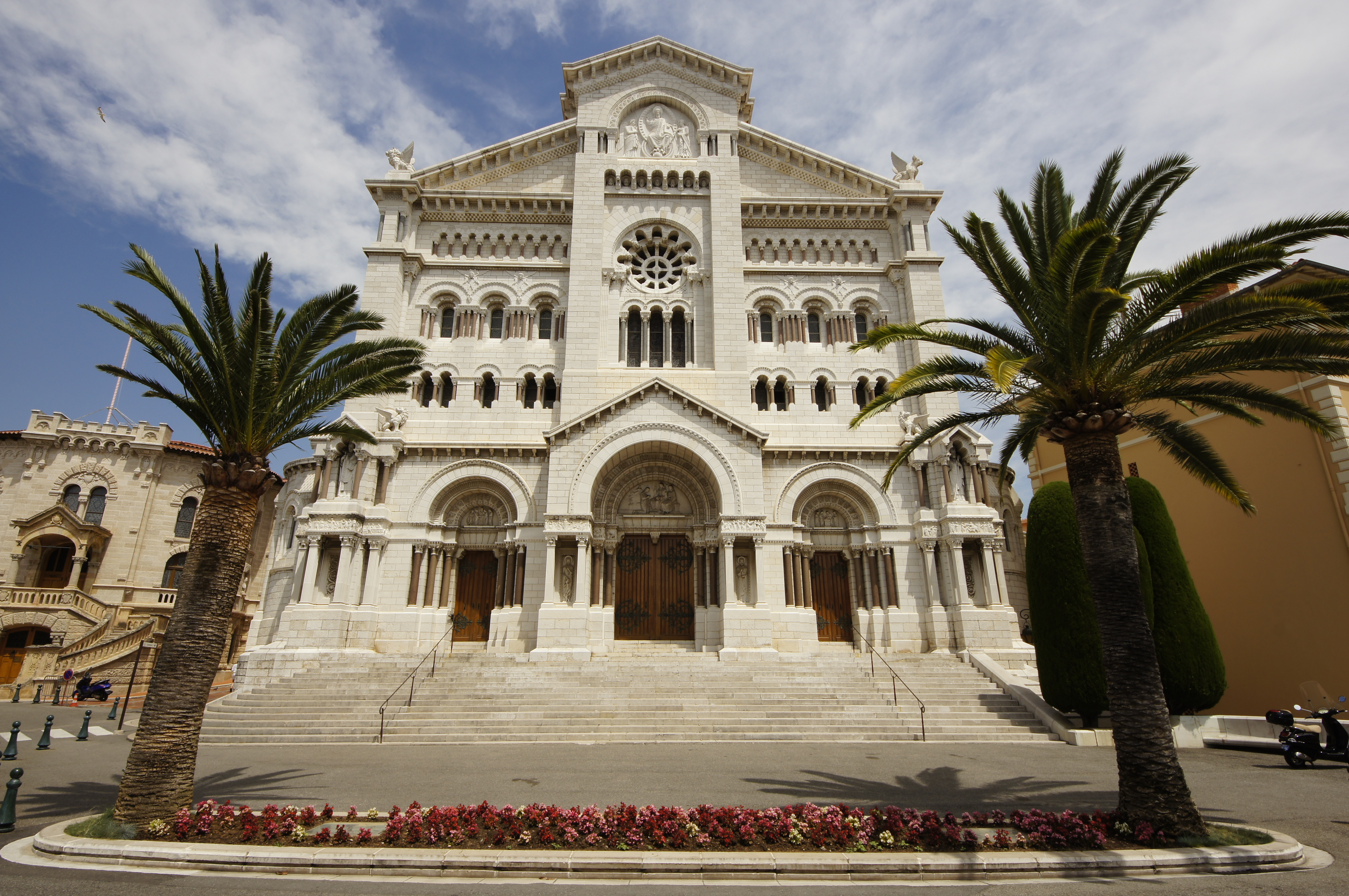
كاتدرائية الحبل بلا دنس في موناكو.

المسيحية في موناكو هي الديانة السائدة، حيث ينتمي 83.2% من السكان إلى المسيحية وفقاً لتقديرات تعود إلى عام 2018. الكنيسة الرومانية الكاثوليكية هي أكبر الطوائف المسيحية في موناكو، وهي الدين الرسمي للمدينة، حيث تصف المادة التاسعة من دستور موناكو «الكنيسة الرومانية الكاثوليكية الرسولية» كدين للدولة. وعلى الرغم من ذلك فحرية الأديان مضمونة ضمن بنود الدستور (19 نوفمبر).
القديسة ديفوتا هي راعية الإمارة بحسب التقاليد المسيحيَّة، وتُعد «أسطورة القديسة ديفوتا» واحدة من أقدم تقاليد إمارة موناكو التي أثرت على الثقافة الوطنية في مجالات متنوعة مثل الدين والفولكلور والمعتقدات الشعبية والتاريخ والأدب والفنون والرسم والموسيقى والعملات المعدنية والطوابع. هذه الأسطورة، التي نُقلت من خلال وثيقة من العصور الوسطى، تحتل مكانة خاصة في موناكو، وقد تم منحها على مر القرون مكانة دائمة في تاريخ المدينة.

## تاريخ

### العصور المبكرة

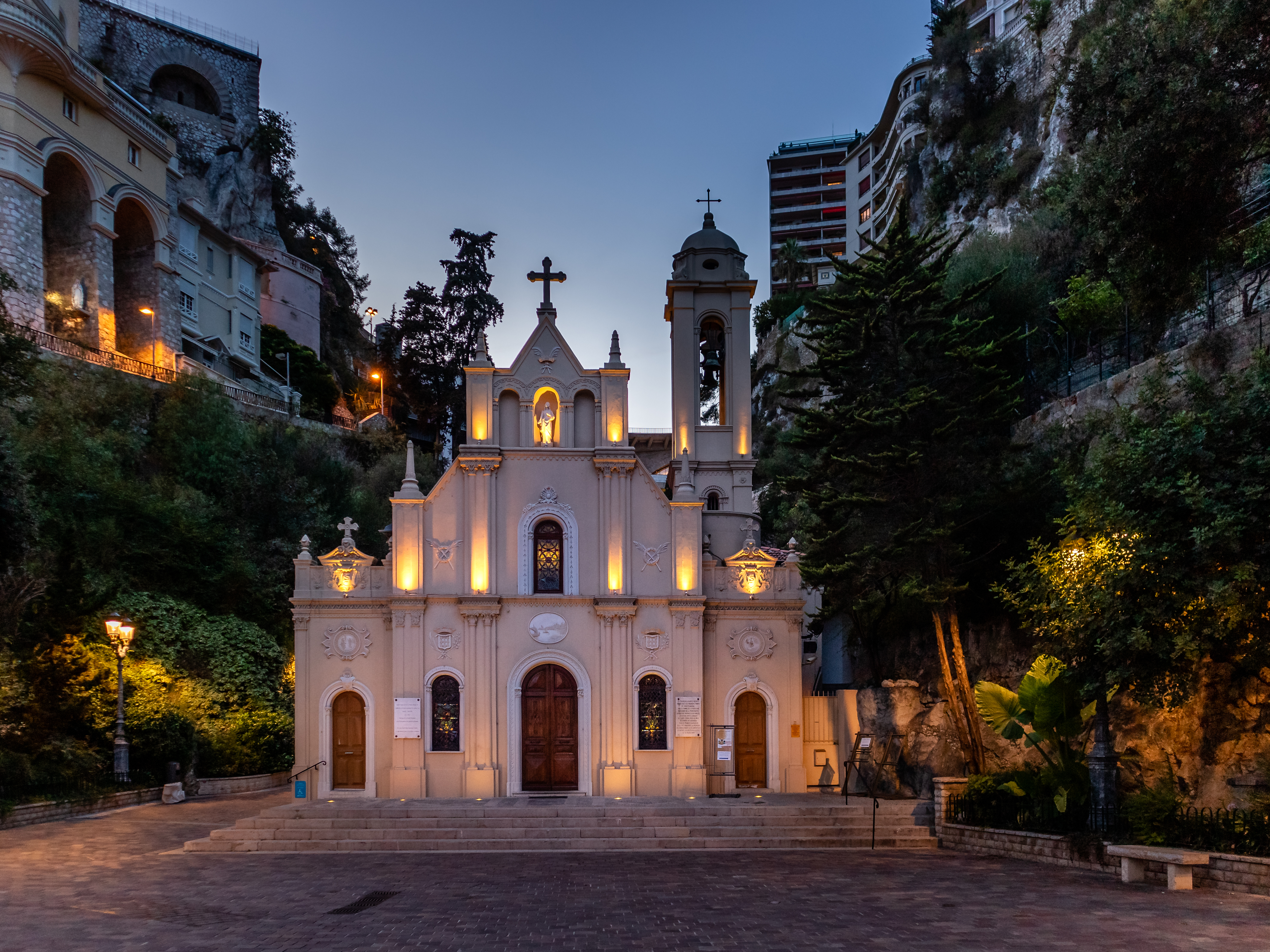
كنيسة سانت ديفوتا في مونتي كارلو.

من غير المعروف متى دخلت المسيحية إلى المنطقة، بينما يُقال إن رفات القديسة ديفوتا وهي راعية الإمارة تم إحضارها إلى موناكو بعد فترة وجيزة من قتلها في كورسيكا في عهد ديوكلتيانوس. ويعتمد تاريخ استشهادها حسب التقاليد المسيحية واعتبارها راعية موناكو، على مصادر متأخرة تعود إلى القرن الحادي عشر. خضعت السلطة الكنسيَّة للمدينة لأسقف سيميز، والذي اتحد كرسيه مع كرسي مدينة نيس في القرن الخامس. تذكر أقدم وثيقة تاريخية موثوقة عن وجود كنيسة سانت ديفوتا عام 1070 والتي كانت خاضعة لسلطة دير القديس بونس في سيميز. وفي عام 1078 شُيدت كنيسة القديسة مريم عند قاعدة صخرة موناكو وخضعت لسلطة أسقف نيس مباشرةً. كانت الصخرة نفسها مملوكة للدير وبلدية بيي حتى نهاية القرن الحادي عشر، عندما انتقلت السيطرة إلى جمهورية جنوة والذين قاموا بتحصينها. وأقام الدير مصلى القديس مارتن. وُضعت رعية القديس نيكولاس، التي بدأ بناء كنيستها عام 1252، تحت رعاية أسقف نيس. منذ عام 1206، عملت كنيسة القديسة ديفوتا السابقة كمقر رئيسي وروحي ودنيوي لمعظم المناطق الريفية المحيطة ولجميع مناطق الإمارة الحالية باستثناء منطقة الصخرة.

### الحكم تحت سلطة أسرة غريمالدي

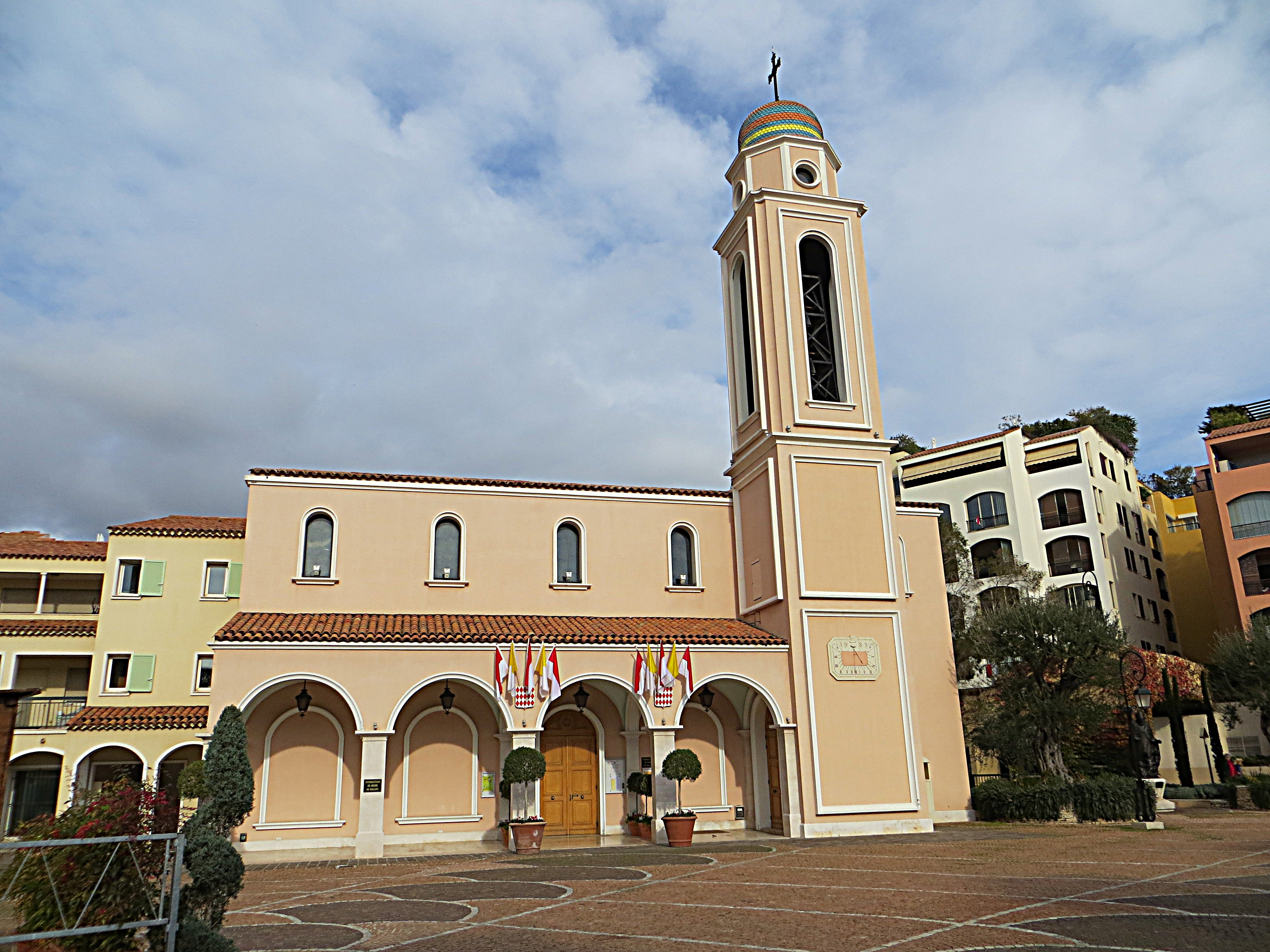
كنيسة القديس نيكولاس في موناكو.

حكمت موناكو لأول مرة من قبل أحد أعضاء أسرة غريمالدي في عام 1297، عندما استولى فرانشيسكو غريمالدي على القلعة لحماية صخرة موناكو بينما كانت يرتدي زي الرهبان الفرنسيسكان، وأصبحت موناكو دولة مدينة ذات سيادة. في عام 1419 اشترت عائلة غريمالدي موناكو من تاج أراغون وأصبحوا الحكام الرسميين بلا منازع لـ«صخرة موناكو». اختارت أسرة غريمالدي، والتي أصبحت عائلة أميرية في القرن السابع عشر، رعية القديس نيكولاس لتكون الكنيسة الخاصة بها للعبادة، لكن السلطات الكنسية للرعية كانت تخضع لأسقف نيس. خلال حكم آل غريمالدي أُعيد بناء كنيسة سانت ديفوتا عدة مرات، وأصبحت ديرًا في القرن الثالث عشر وفي عام 1536 أصبحت من أملاك الأمير هونوري الأول، لتُصبح في عام 1887 رعية. وأصبح تكريم القديسة ديفوتا ذات أهمية للحياة الدينية لسكان مدينة موناكو وأسرة غريمالدي، وحكيت حولها العديد من القصص والأساطير المحليَّة، كما كانت قصتها مواضيع لأعمال أدبية وموسيقية في المدينة.
في عام 1868 تم فصل الإمارة عن أبرشية نيس وأصبح الدير خاضعاً للكرسي الرسولي مباشرةً. وبُنيَت كاتدرائية الحبل بلا دنس في نهاية القرن التاسع عشر. وأنشئت أبرشية موناكو كولاية قضائيَّة في 30 أبريل عام 1868، وهي الفترة التي انفصلت بها عن أبرشية نيس الرومانية الكاثوليكية. وقد تمت ترقيتها من قبل البابا ليون الثالث عشر في 15 مارس عام 1887، وترقت إلى رتبة أبرشية في عهد البابا يوحنا بولس الثاني في 30 يوليو 1981. في مارس عام 1887 نظم المرسوم البابوي الحالة القانونية للكنيسة الكاثوليكية في موناكو والتي كانت تخضع مباشرةً للكرسي الرسولي. وفقًا لهذا المرسوم، والتي كانت إلى حد كبير اتفاقية بين البابا وأمير موناكو، كانت الكنيسة الكاثوليكية رسمياً دين الدولة. دعمت الحكومة الموناكية الكنيسة، وفي المقابل، تمتعت الحكومة بامتيازات واسعة في حياة الكنيسة المحلية، بما في ذلك تقديم ثلاثة أسماء للتعيينات الأسقفية.

### العصور الحديثة

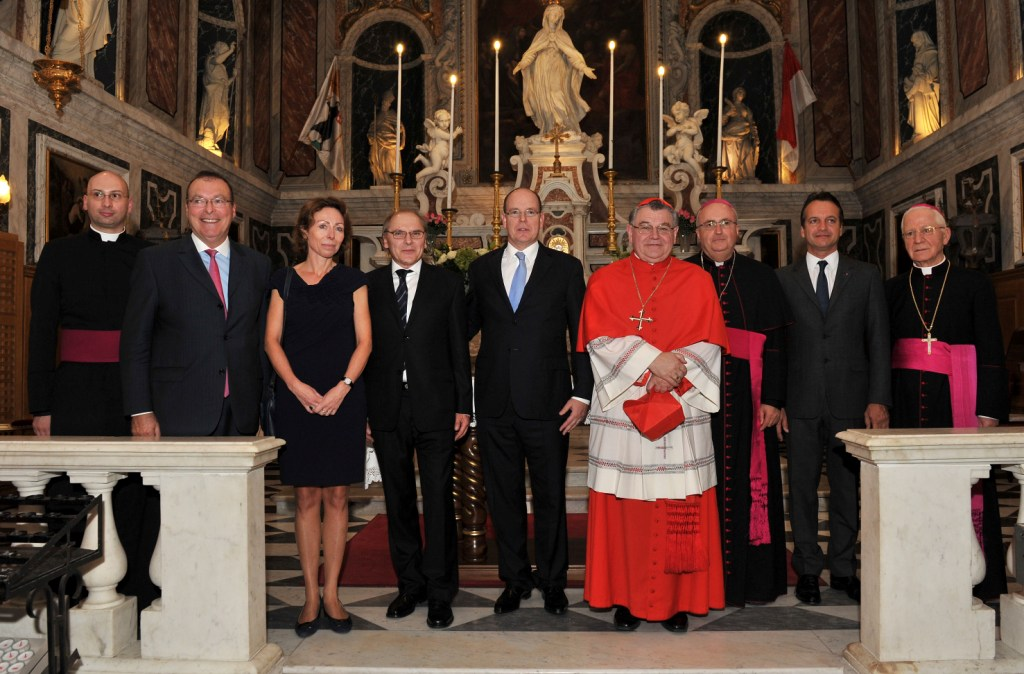
الأمير ألبير الثاني والكاردينال دومونيك دوكا داخل مصلى الرحمة في موناكو.

بحلول عام 2000 كان في موناكو خمس كنائس كاثوليكية ترعاها 13 أبرشية وثمانية كهنة، بالإضافة إلى الكاتدرائية المركزية، إلى جانب عدد من المدارس الكاثوليكية في الإمارة. أقامت موناكو علاقات دبلوماسية مع الكرسي الرسولي وحافظت على منصب وزير مفوض في روما. موناكو هِي دولة مدينة وإمَارة ذَات سِيادة على شَاطِئ البَحْر ٱلأبيَض المُتَوسّط في مِنطَقَة الرِيفْيِيرا الفَرَنْسِيّة، ويُعد النَّاتِج المحلّي الإجمالِيّ لمُونَاكُو الأَعْلى في العالَم للفَرد الواحِد. وبحلول التسعينيات من القرن العشرين، تزايد وجود الطوائف البروتستانتية في الإمارة؛ على الرغم من أن الحكومة لم تشجع التبشير البروتستانتي، كما تم تثبيط وصول بعض الطوائف غير الكاثوليكية.
يضمن الدستور حرية الدين والتعبير العلني عنه ويُحظرّ المشاركة القسرية في الاحتفالات الدينية. الكنيسة الرومانية الكاثوليكية هي دين الدولة، وغالباً ما تتضمن احتفالات الدولة الرسمية جانب من الطقوس الكاثوليكية. ويتوفر تعليم ديني كاثوليكي اختياري في المدارس العامة. أنشأت الكنيسة الروسية الأرثوذكسية كنيسة في عام 2018، وكانت الطائفة الروسية الأرثوذكسية في السابق تستخدم مبنى الكنيسة البروتستانتية المُصلَحة حتى تتمكن من بناء كنيستها الخاصة. وفي أبريل من عام 2019، رفضت الحكومة الاعتراف بشهود يهوه للمرة الثالثة، على الرغم من قرارات المحكمة العليا بإلغاء قراري الحكومة السابقين بعدم الاعتراف بالمجموعة. المدارس الدينية الخاصة الوحيدة في الإمارة كانت كاثوليكية. وتعتنق الأسرة الأميرية آل غريمالدي المسيحية ديناً على مذهب الرومانية الكاثوليكية. في عام 2011 تحولت شارلين أميرة موناكو من المذهب البروتستانتي إلى الكاثوليكي بعد زواجها من الأمير ألبير الثاني، على الرغم من أن هذا ليس من متطلبات دستور البلاد.

## الطوائف المسيحية

### الكاثوليكية

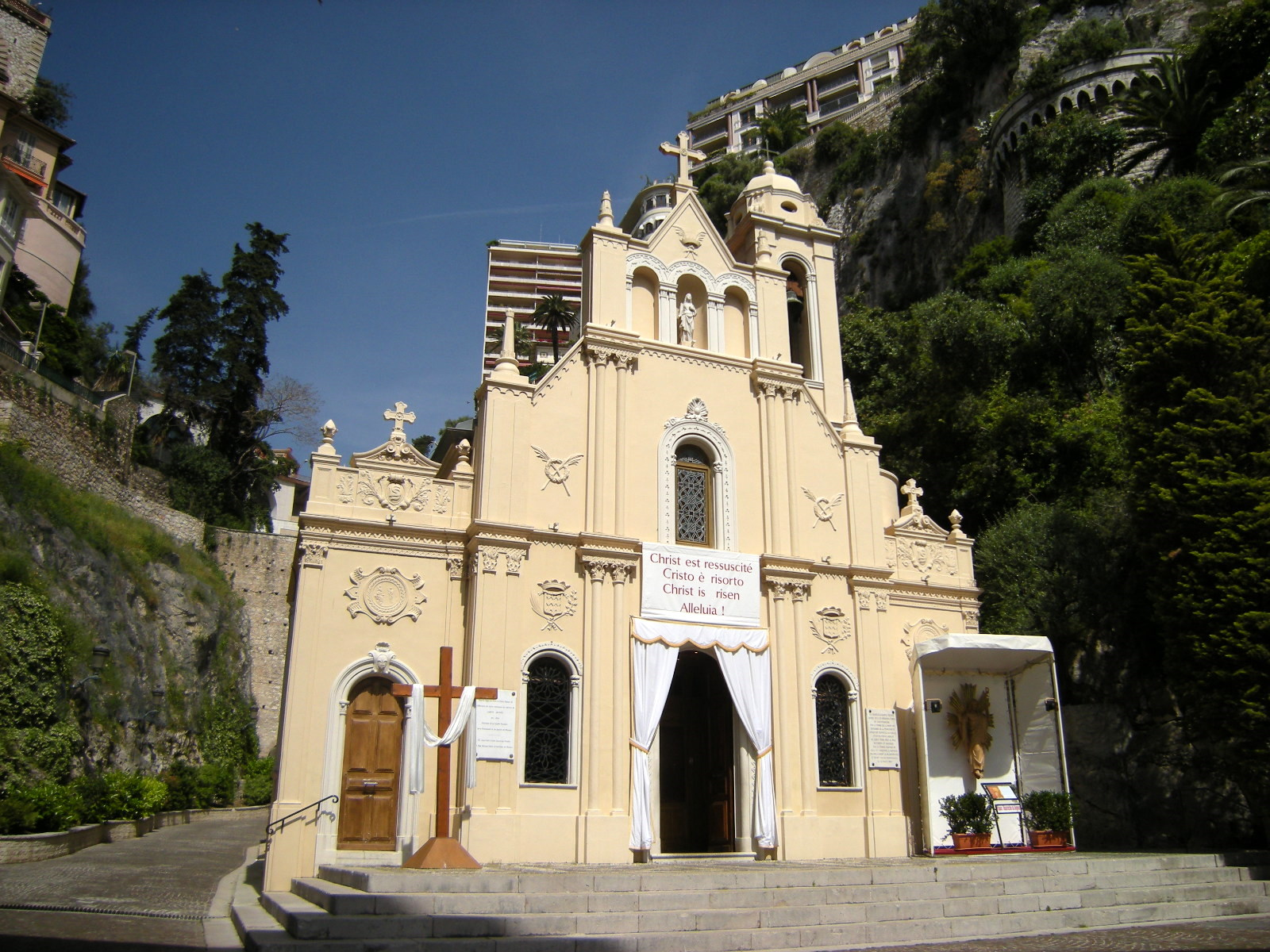
كنيسة سانت ديفوتا في مونتي كارلو.

الكنيسة الكاثوليكية في موناكو هي جزء من الكنيسة الكاثوليكية العالميَّة في ظل القيادة الروحية للبابا في روما، وبحسب تقديرات عام 2018 شكلَّ الكاثوليك حوالي 77% من سكان الإمارة. ويتبع كاثوليك البلد أسقفية موناكو الرومانية الكاثوليكية، والتي تضم خمسة أبرشيات في موناكو، ومنذ عام 1981 أصبحت مطرانية موناكو مستقلة منفصلة عن فرنسا. تعتبر القديسة ديفوتا القديسة الشفيعة لموناكو. وتُعد كاتدرائية الحبل بلا دنس مقر أبرشية موناكو، في حين تشمل الكنائس الكاثوليكية الأخرى كل من كنيسة القديس تشارلز وكنيسة سانت ديفوت وكنيسة سانت مارتن وكنيسة القديس نيكولاس. وتشمل المصليات الكاثوليكيَّة كنيسة الرحمة، وكنيسة القلب المقدس، وكنيسة الكرمل.
تمتعت مطرانية موناكو بزيارة حبريَّة من قبل البابا كليمنت السابع في عام 1532. وقد أنشئت كولاية قضائيَّة في 30 أبريل عام 1868، وهي الفترة التي انفصلت بها عن أبرشية نيس الرومانية الكاثوليكية. وقد تمت ترقيتها من قبل البابا ليون الثالث عشر في 15 مارس عام 1887، وترقت إلى رتبة أبرشية في عهد البابا يوحنا بولس الثاني في 30 يوليو 1981. لم يُمنح كل من الملك الحالي في ليسوتو، وأمير موناكو وأمير ليختنشتاين لقب الملك الكاثوليكي أو جلالة الملك الكاثوليكي على الرغم من كونهم كاثوليك، وذلك على خلاف الملك في بلجيكا، ولوكسمبورغ، وإسبانيا، والذين يحتفظون بلقب «جلالة الملك الكاثوليكي» بشكل وراثي.

### البروتستانتية

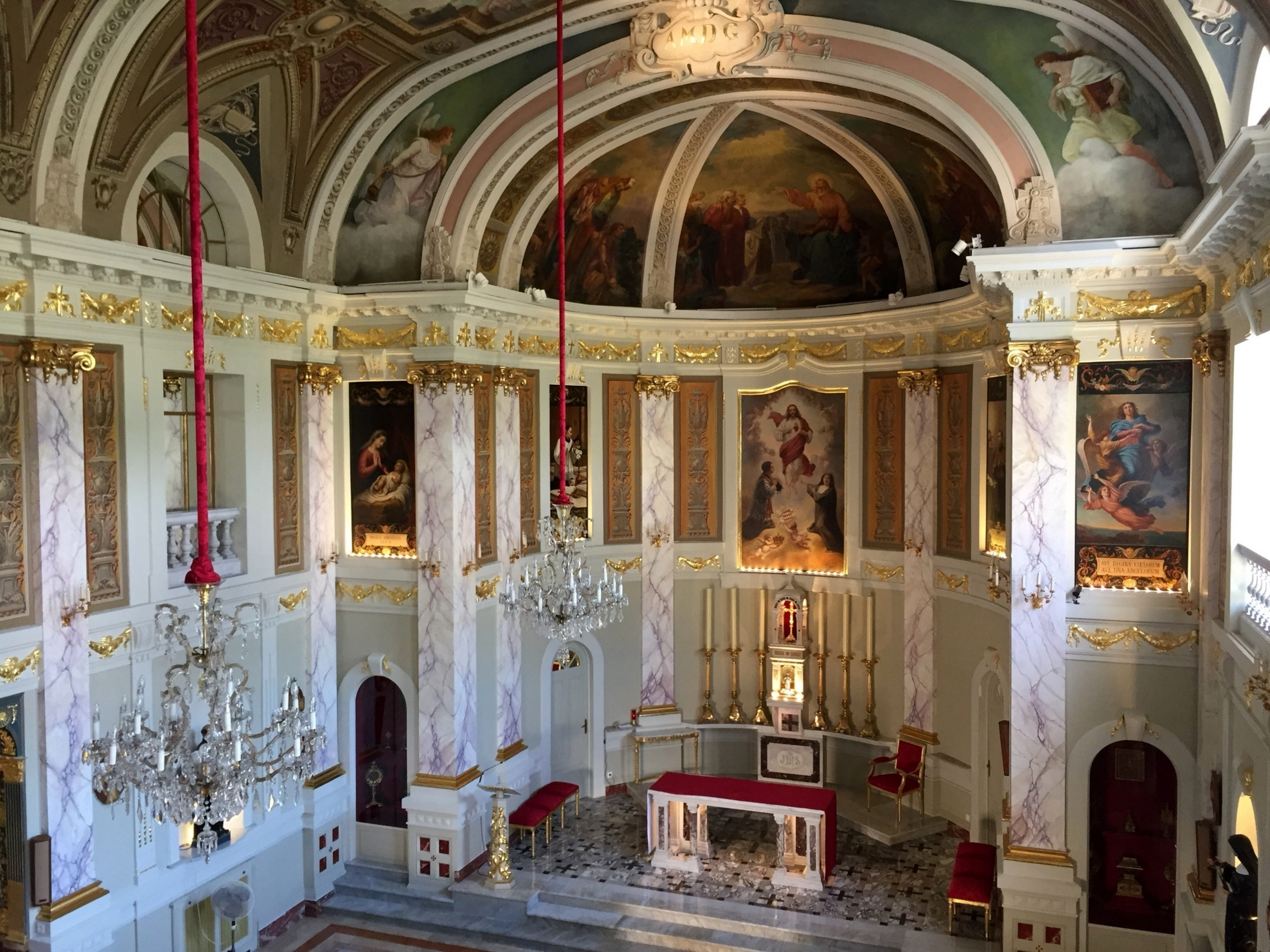
كنيسة القلب الأقدس في ليه مونيجيتي.

وفقا لتقرير موناكو 2012 للحرية الدينية الدولية، يتصدر البروتستانت ثاني أكبر المجموعة الدينيَّة بعد أتباع الكنيسة الرومانية الكاثوليكية. بحسب تقديرات عام 2018 شكلَّ أتباع الكنائس البروتستانتية المختلفة حوالي 2.6% من سكان الأمارة. هناك مجتمعات بروتستانتية إنجيلية مختلفة والتي تجتمع بشكل دوري. وذكر التقرير أنَّ هناك نوعان من الكنائس البروتستانتية، بما في ذلك الكنيسة الأنجليكانية المحلية والكنيسة الإصلاحيَّة.

#### الأنجليكانية
تتواجد في الأمارة عدد من الطوائف البروتستانتية في موناكو، أكبرها الكنيسة الأنجليكانية، والتي بحسب تقديرات عام 2018 شكلَّوا حوالي 0.6% من سكان الأمارة. ويملك المجتمع الأنجليكاني المحلي كنيسة واحدة وهي كنيسة القديس بولس الموجودة في مونتي كارلو، وتعبر جزء من أسقفية أوروبا. رسميًا يتبع الكنيسة الأنجليكانية 135 شخص يقطن في الإمارة، لكن الكنيسة تخدم أعداد أكبر بكثير وهم غالبًا من السواح والعاملين في شركات الإمارة. تملك الكنيسة مكتبة تحوي على 3,000 كتاب باللغة الإنكليزية.

### الأرثوذكسية
ويذكر تقرير موناكو الدولي للحرية الدينية لعام 2012 أن هناك كنيسة يونانية أرثوذكسية واحدة في موناكو، في عام 2018 بُنيت كنيسة تابعة للطائفة الروسية الأرثوذكسية. وبحسب تقديرات عام 2018 شكلَّ أتباع الكنيسة الأرثوذكسية الشرقية حوالي 1.9% من سكان الأمارة.